# طلال حسون عبد القادر
طلال حسون عبد القادر (مواليد 1953) هو رباع عراقي تنافس في دورة الألعاب الأولمبية الصيفية عام 1980.

## روابط خارجية
- طلال حسون عبد القادر على موقع أوليمبيديا (الإنجليزية)